# فرودگاه منطقه‌ای جیمی کارتر
فرودگاه منطقه‌ای جیمی کارتر (به انگلیسی: Jimmy Carter Regional Airport) یک فرودگاه همگانی بهره‌برداری هوایی است که یک باند فرود آسفالت دارد و طول باند آن ۱۸۳۵ متر است. این فرودگاه در کشور ایالات متحده آمریکا قرار دارد و در ارتفاع ۱۴۴ متری از سطح دریا واقع شده‌است.